# アリン・テムル
アリン・テムル（モンゴル語: Arin temür、生没年不詳）は、モンゴル帝国に仕えたウイグル人の一人。『元史』における漢字表記は阿隣帖木児(ālín tièmùér)。

## 概要
アリン・テムルの祖先は天山ウイグル王国に仕えていたカラ・イカチ・ブイルクで、アリン・テムルはカラ・イカチ・ブイルクの息子ユトゥス・イナル（Yutus Inal/月朶失野訥）の息子キチク・ソンクル（Kičig Songur/乞赤宋忽児）の息子ウルスマン（Ürsman/月児思蛮）の息子アルトミシュ・テムル（Altmiš temür/阿的迷失帖木児）の息子にあたる。
アリン・テムルはウイグル文字に通達すると同時に博識なことで知られ、翰林待制を経て栄禄大夫・翰林学士承旨とされた。ゲゲーン・カアン（英宗シデバラ）の治世中はカアンの側近くに仕え、古代の哲学者や王侯の善行を教えたという。また経書の翻訳や故実の記録に携わり、モンゴル帝国の国政の中枢たるクリルタイの記録を取った。
1328年にはトク・テムルを擁する大都派とラジバグを擁する上都派の間で天暦の内乱が起こり、大都派が一時は勝利を収めたものの、チャガタイ・ウルスの支援を受けたコシラがモンゴル高原を制圧するとトク・テムル側がコシラに帝位を譲ることになった。アリン・テムルは北上してコシラを迎える人員に加わり、アリン・テムルと対面したコシラは「これぞ朕の師である」と語ったという。しかしコシラは即位直後に毒殺され、改めて即位したトク・テムルの治世の1330年（天暦3年/至順元年）に光禄大夫・知経筵事の地位を授けられた。

## 子孫
アリン・テムルにはサルバン（Sarban/沙剌班）、トゥクルク（Tuqluq/禿忽魯）、六十、チャナル（Čanar/咱納禄）という息子がおり、この中でもサルバンが最も出世し中書平章政事・大司徒・宣政院使の地位に至った。

## ブイルク家
- カラ・イカチ・ブイルク（Qara yiqači buyiruq ＞哈剌亦哈赤北魯/hālà yìhāchì bĕilŭ）
  - ユトゥス・イナル（Yutus Inal ＞月朶失野訥/yuèduǒshī yěnè）
    - キチク・ソンクル（Kičig Songur ＞乞赤宋忽児/qǐchì sònghūér）
      - タタル（Tatar ＞塔塔児/tǎtǎér）
      - ウルスマン（Ürsman ＞月児思蛮/yuèérsīmán）
        - アルトミシュ・テムル（Altmiš temür ＞阿的迷失帖木児/ādemíshī tièmùér）
          - アリン・テムル（Arin temür ＞阿隣帖木児/ālín tièmùér）
            - サルバン（Sarban ＞沙剌班/shālàbān）
              - 世傑班

            - トゥクルク（Tuqluq ＞禿忽魯/tūhūlǔ）
            - チャナル（Čanar ＞咱納禄/zánnàlù）